# Hafira
Hafira (arab. حفيرة) – wieś w Syrii, w muhafazie Aleppo, w dystrykcie Dżarabulus. W 2004 roku liczyła 389 mieszkańców.